# Большой Тхач (гора)
Большо́й Тхач (адыг. ТхьэщI) — горный массив на водоразделе рек Малая Лаба и Белая, расположен на Западном Кавказе, на границе республики Адыгея и Краснодарского края. Часть горного массива, расположенная на территории республики Адыгея, входит в состав природного парка «Большой Тхач», включенного в 1999 году в список Всемирного наследия ЮНЕСКО.
В переводе с адыгейского «Тхач» означает — «Бог» (дословно с адыгейского «ТхьакI» — «вечно молодой бог»). По мнению Дж. Кокова, ТхьэщI — «божья земля».

## Описание
Массив представляет собой типичную куэсту с пологим травянистым северным склоном и скалистыми южными и западными стенами, его характерный силуэт, образованный асимметричными (пологими к северу и крутыми к югу) вершинами гор Большой и Малый Тхач хорошо виден со многих населенных пунктов и хребтов Западного Кавказа. Длина стены Большого Тхача — 10—12 км. Перепад высот от 100 до 300 метров.
Большой и Малый Тхач известны у местного населения как горы Большая и Малая Лысая, географический топоним знают далеко не все. С запада массив ограничен бассейном реки Сахрай (приток Белой), а с востока — бассейном реки Ходзь (левый приток реки Лаба). Перепад высот между вершиной Большой Тхач и руслами окрестных рек составляет порядка 1 км. Среднегодовая температура воздуха на близлежащей метеостанции Киша (1500 м н.у.м.) составляет +6.9 °Ñ, количество осадков 854 мм в год, снег выпадает в ноябре-декабре, сплошной покров держится до середины апреля.
Основной орографической единицей района является Передовой хребет, в зону которого входит описываемый участок, на нём выделяются (с севера на юг) вершины Казачий Пикет (1184 м), Большой Тхач (2368.4 м), Малый Тхач (2238 м), Асбестная (2285 м) и Ачешбок (2486 м), к востоку от которого отходят хребты Агиге (2311 м) и Сундуки (2200 м).
- Гора Большой Тхач
- Балаган Ветренный
- Вид на Большой Тхач
- Большой и Малый Тхач
- Большой Тхач в октябре